# Consulat général de France à Québec
Le consulat général de France à Québec, du fait de l'existence d'une « relation directe et privilégiée » entre la France et le Québec, est la représentation politique de la République française auprès du gouvernement du Québec. Il conduit à ce titre une coopération bilatérale dans les domaines culturels, scientifiques et institutionnels particulièrement riche. 
Le consulat général de France à Québec, établi au 500, Grande Allée Est, est aussi l'une des représentations consulaires de la République française au Canada — avec les consulats généraux de Moncton, Montréal, Toronto, Vancouver et le consulat de Calgary — et est chargé, à ce titre, de la protection et du suivi administratif des Français établis ou de passage dans l'est du Québec. Sa circonscription couvre une zone allant des régions de la Gaspésie au Nord-du-Québec, en passant par le Saguenay-Lac-Saint-Jean, la Côte-Nord, le Bas-Saint-Laurent, la Mauricie, la Chaudière-Appalaches et la Capitale-Nationale. 
Depuis septembre 2023, le consul général est Éric Lamouroux.

## Histoire de la présence consulaire française

### Le consulat
La maison du Duc-de-Kent, située au 25, rue Saint-Louis, abrite le consulat général de France à Québec pendant 35 ans (1980-2015).
Depuis 2015, le consulat est situé au 500, Grande Allée Est.

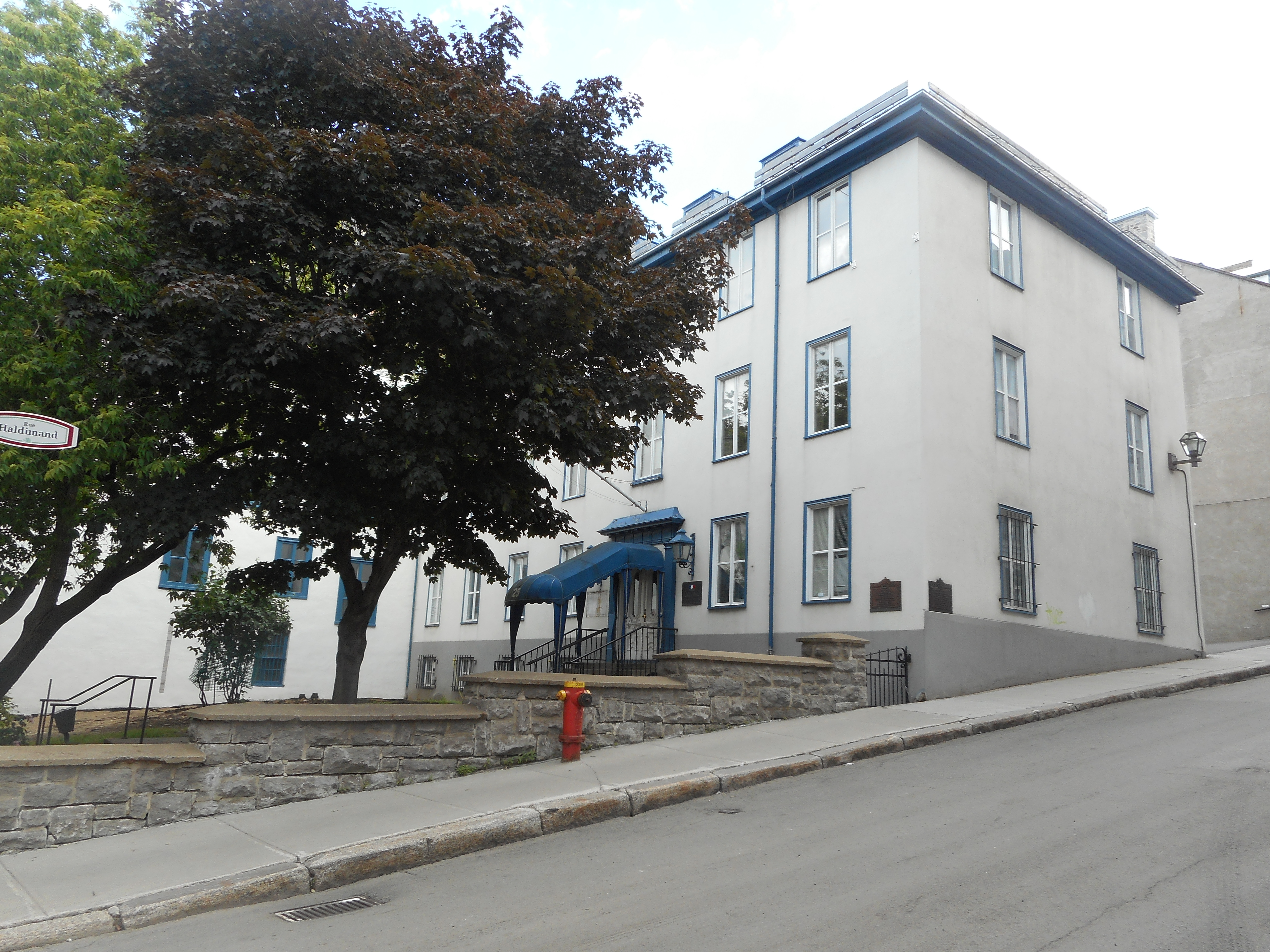
Maison Kent.
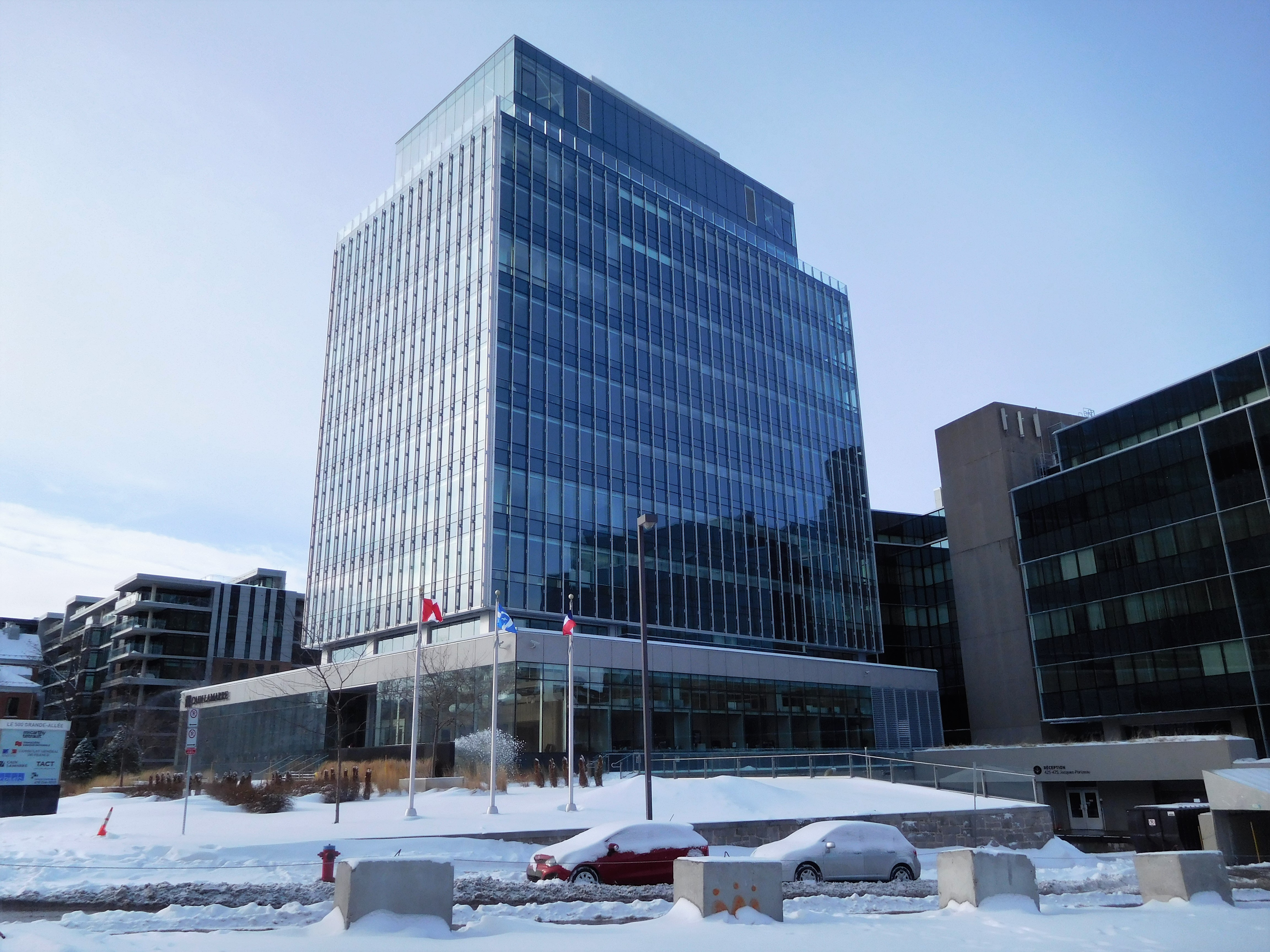
500, Grande Allée Est.
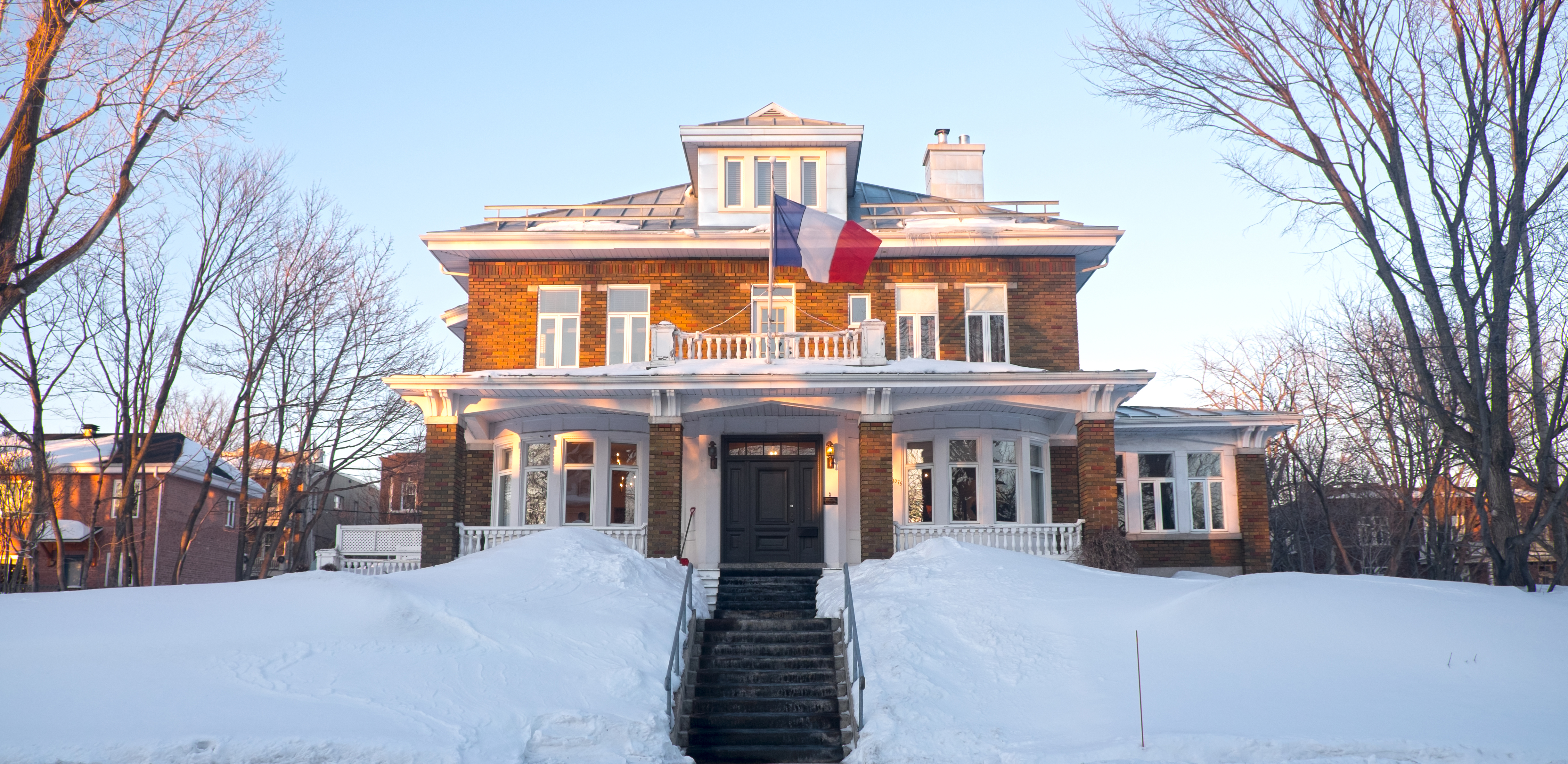
La résidence du consul général, au 1075, avenue des Braves.

Le consulat général de France à Québec possède également des bureaux à Montréal où l'on retrouve ses antennes scientifique, culturelle et une partie du service de presse.
Deux consulats honoraires sont à la disposition des Français du Saguenay et de la Gaspésie, l'un à Chicoutimi dans région du Saguenay-Lac-Saint-Jean, et l'autre à Chandler en Gaspésie.

### Statut
Le consulat général de France à Québec est créé sous le Second Empire, pour des motifs essentiellement commerciaux. En effet, afin d'accroître le poids commercial de la France en Amérique du Nord, le gouvernement de Napoléon III instaure un consulat à Québec en 1858. Charles-Henri-Philippe Gauldrée-Boilleau est nommée « consul général au Canada avec résidence à Québec» en 1862. À la suite d'une visite diplomatique en 1855 de Paul-Henry de Belvèse (11 mars 1801 - 8 février 1875) qui était un marin français commandant la frégate La Capricieuse, les relations entre la France et le Canada furent améliorées. Il s'était écoulé 94 ans depuis que la dernière frégate française la Marie avait rapatrié le Chevalier de Levis et une partie de ses hommes vers la France après la reddition de Montréal  l'automne 1760. Ce consulat possède un statut particulier : « Deux phases majeures de son histoire dessinent l'action et l'image du consulat depuis 150 ans. Pendant les premières années de sa fondation, la conjoncture politique et économique du Second Empire et la désignation de consuls chargés des affaires du Bas-Canada le font apprécier du gouvernement et de la population. L'autre période marquante commence au début des années 1960, quand la volonté politique partagée de la France décolonisatrice et du Québec de la Révolution tranquille confère à ce consulat un statut spécial et un rôle essentiel, notamment pour conduire une coopération bilatérale sans équivalent. Depuis un siècle et demi, cette institution incarne la présence de la France et s'inscrit ainsi dans le patrimoine culturel et politique du Québec ».
Contrairement aux ambassades, dont le rôle est de veiller aux intérêts de l'État dont elles sont la représentation, les consulats doivent veiller sur leurs ressortissants nationaux vivant dans le pays où ils sont implantés. Le consulat général de France à Québec dispose toutefois d’un statut spécial depuis la visite de Charles de Gaulle au Québec en 1967. Au-delà de son rôle consulaire, il joue un rôle éminemment politique. Il représente en effet la France auprès du gouvernement du Québec à l'instar, en sens inverse, de la délégation générale du Québec à Paris. Ce statut particulier lui permet d’entretenir des relations directes avec le Quai d'Orsay, l'ambassade de France au Canada étant seulement tenue informée des correspondances échangées. À ce titre il faut savoir qu'au début de 1968, peu après la nomination de Pierre de Menthon, il est procédé à la destruction et au tri des documents administratifs périmés du poste accumulés depuis la création du poste sans que le département en ait été avisé, montrant bien que l'unification de la politique étrangère du général convergeait vers Québec. S'agissant des fonctions proprement consulaires, le consulat de Québec couvre une grande partie du territoire québécois et se partage la tâche avec le consulat général de France à Montréal qui gère en fait le plus grand nombre des Français résidant dans la province.
L'année 2008 est extrêmement riche pour les relations bilatérales, à travers la contribution française à la célébration du 400e anniversaire de Québec, un discours historique du président de la République, Nicolas Sarkozy, à l'Assemblée nationale du Québec le 17 octobre, ou encore les succès des sommets de la Francophonie et Union européenne-Canada (sous la présidence française de l'UE) qui se sont tenus à Québec et plusieurs visites bilatérales à haut niveau. Le président de la République et le Premier ministre québécois, Jean Charest, signent, le 17 octobre 2008 à Québec, une entente sur la reconnaissance mutuelle des qualifications professionnelles. Celle-ci s'applique aux professions réglementées et a pour objectif de faciliter l'exercice de ces métiers sur le territoire de l'autre partie.

### Coopération France-Québec
Le Québec constitue un partenaire privilégié de la France, en particulier du fait des liens historiques et linguistiques qui les unissent. Cette coopération possède un cadre juridique distinct de celui de la coopération entre la France et l'État fédéral canadien. Cette coopération est structurée par la Commission permanente de coopération franco-québécoise (CPCFQ), dont la 63e édition s'est tenue à Québec en mars 2011.
La coopération culturelle, scientifique et technique est fondée sur une série d’ententes, dont : 
- le 27 février 1965 : Fouchet / Gérin-Lajoie (éducation)
- le 14 septembre 1967 : Peyrefitte / Johnson (universités)
- le 9 février 1968 : Missoffe / Morin (création de l'OFQJ)
- le 5 décembre 1974 : Chirac / Bourassa (francophonie, coopération technique et industrielle)

De plus, une trentaine d'accords particuliers viennent compléter ces ententes. 
Les grandes orientations de la coopération sont impulsées par les premiers ministres à l'occasion de leurs rencontres alternées. La 16e rencontre alternée des premiers ministres a lieu du 25 au 27 novembre 2010 en France. La 17e rencontre alternée des premiers ministres a lieu du 13 au 16 mars 2013 au Québec.

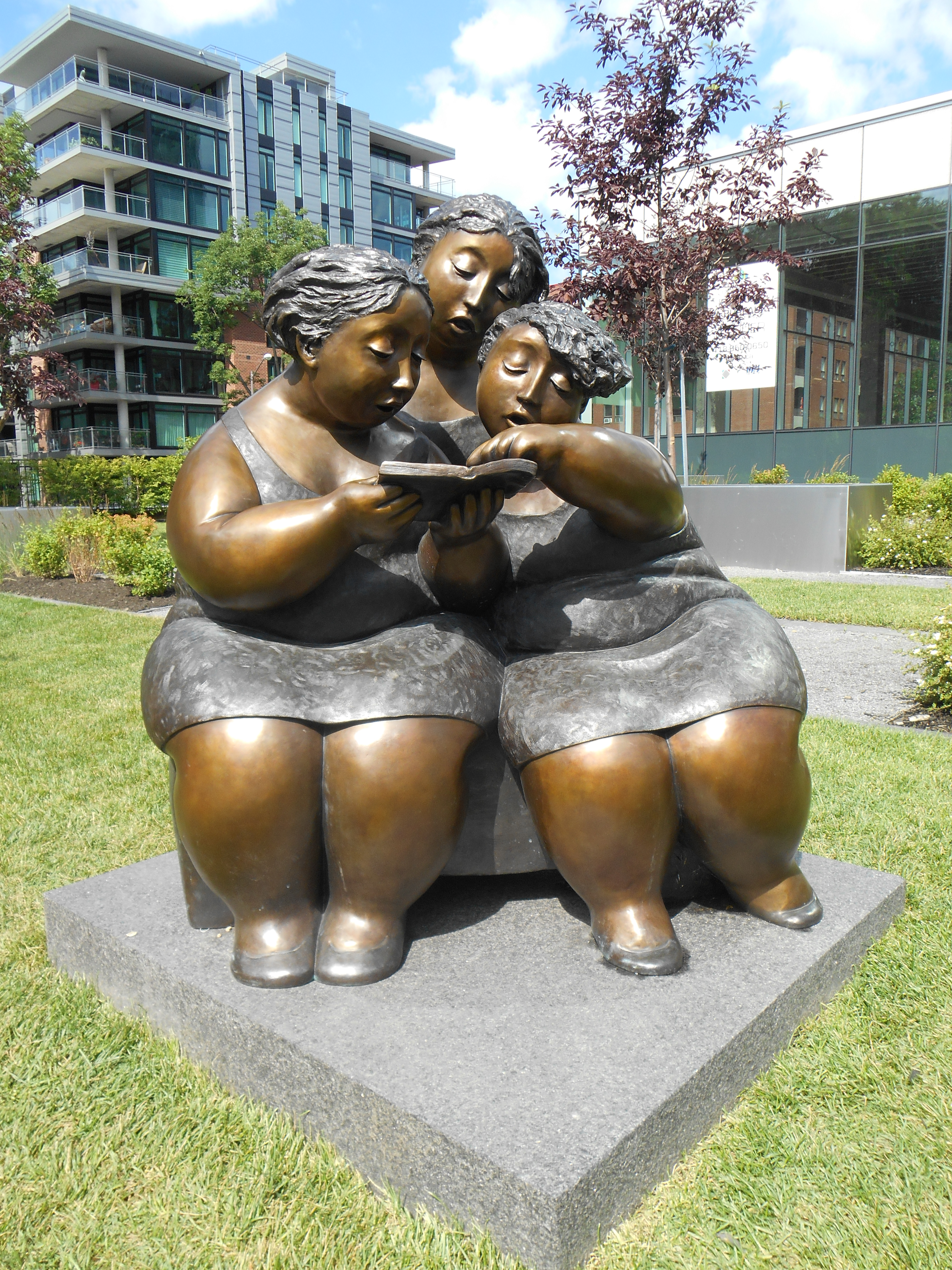
Les liseuses, statue en bronze par Rose-Aimée Bélanger (2011), grand format réalisé par l'atelier du bronze d'Inverness (Québec), situé devant l'édifice de La Laurentienne, au 500, Grande Allée Est, à Québec.

Depuis 2008, les trois axes directeurs de la coopération sont : « construire un nouvel espace d'échanges et d'innovation », « garantir un développement responsable pour les générations futures » et « approfondir notre partenariat sur les grands enjeux de société ». 
Le développement durable et la santé sont deux domaines sur lesquels la coopération se cristallise.
La coopération décentralisée s'est par ailleurs considérablement développée depuis plusieurs années, grâce à la tenue des « ateliers de la coopération décentralisée franco-québécoise », lesquels se sont transformés en « assises de la coopération décentralisée franco-québécoise », dont la quatrième édition s'est déroulée à Lyon du 30 janvier au 1er février 2011. De plus, le Fonds franco-québécois pour la coopération décentralisée (FFQCD) est mis en place en 2005, dans le but de favoriser l'émergence de projets d'initiative locale. Il est un outil majeur de cet essor.
La coopération scientifique et universitaire entre la France et le Québec est dense. La plupart des actions cofinancées ont pour vocation de structurer les partenariats : création de cursus intégrés et de projets de recherche conjoints, programmes de thèses en cotutelle, mobilité des enseignants, organisation de conférences ou encore manifestations culturelles scientifiques. En juillet 2008, la CPQFQ a décidé de la création du Conseil franco-québécois pour la coopération universitaire dont l'une des principales missions est de susciter les mobilités des chercheurs et des étudiants. 
La coopération culturelle franco-québécoise est également intense dans tous les domaines de la création artistique contemporaine. Elle repose sur une logique de partenariats avec les nombreux opérateurs culturels et artistiques locaux. Le Québec est le premier marché exportateur d'industries culturelles françaises. L'accent est désormais mis sur la recherche de nouveaux partenariats et les contacts directs avec de grands producteurs susceptibles d’assurer des cofinancements en musique, en arts visuels et en cinéma. La France est un partenaire majeur des grands évènements mis sur pied dans la province. Le Printemps du Québec est organisé en France de mars à juin 1999 et la Saison de la France au Québec en automne 2001 au Québec. En 2008, un Comité français des fêtes du 400e anniversaire de Québec avait été constitué pour coordonner la participation de la France à cet événement.

### Consuls généraux de France à Québec
| Nom | Dates                                            |
| --- | ------------------------------------------------ |
| M. Ernest Joseph Alexandre Blancheton | 12 novembre 1858 (décédé avant son installation) |
| M. Charles-Henri-Philippe Gauldrée-Boilleau | 1859-1863                                        |
| M. Frédéric Gautier | 1863-1871                                        |
| M. Martial Elie Simon Chevalier | 1871-1875                                        |
| M. Albert Alexis Lefaivre | 1875-1881                                        |
| M. Marie Louis Edgard Hervé | 1881-1884                                        |
| M. Joseph Anne Amédée François | 1885                                             |
| M. Pierre René Georges Dubail | 1885-1890                                        |
| M. Paul, comte de Turenne d'Aynac | 1890-1894                                        |
| M. Alfred Vinceslas Kleczkowski | 1894 (consul général à Montréal jusqu'en 1906)   |
| En 1894, le consulat général de Québec est transféré à Montréal. Se succèdent à Québec quatre agents consulaires : M.J. Topping (résidant aux Escoumins, v.1894-v.1905), M. Balcer (résidant à Trois-Rivières, v.1905-v.1909) M. Roumilhac (v.1909-v.1913/14), M. de Saint-Victor (v.1913/14-v.1936). | 1894-1936                                        |
| M. Henri David Bonnafous. En 1936, Québec devient chancellerie détachée du poste de Montréal, puis consulat. | 1936-1938                                        |
| M. Jean Marie Joseph Alfred Ricard | 1940-1942                                        |
| Le 1er avril 1942, le poste est confié à M. Coursier, consul général de France à Montréal, jusqu’à la fermeture de tous les postes canadiens en juin 1942. | 1er avril 1942-juin 1942                         |
| M. Paul Pierre Lorion | 1945-1948                                        |
| M. Marcel Emile Henry Duranthon | 1949-1951                                        |
| M. François Pierre Marie de Vial | 1951-1955                                        |
| M. René Charles Robert Chalon | 1956-1958                                        |
| M. Georges Denizeau | 1958-1963                                        |
| M. Robert François Cyriaque Picard | 1963-1967                                        |
| M. Pierre Bernard Marie de Menthon | 1967-1971                                        |
| M. Marcel Bouquin | 1972-1976                                        |
| M. Marcel Maurice Auguste Beaux | 1976-1979                                        |
| M. Henri Rethoré | 1979-1983                                        |
| M. Renaud Vignal | 1983-1987                                        |
| M. Daniel Jouanneau | 1987-1989                                        |
| M. Camille Rohou | 1989-1992                                        |
| M. Dominique de Combles de Nayves | 1992-1996                                        |
| M. Dominique Boché | 1996-2001                                        |
| M. Jacques Audibert | 2001-2004                                        |
| M. François Alabrune | 2004-2009                                        |
| Mme Hélène Le Gal | 2009-2012                                        |
| M. Nicolas Chibaeff | 2012-2016                                        |
| Mme Laurence Haguenauer | 2016-2019                                        |
| M. Frédéric Sanchez | 2019-2023                                        |
| M. Éric Lamouroux | 2023-                                            |